# The Explorers Club
The Explorers Club (« Le Club des explorateurs ») est une société américaine de géographie fondée en 1904.
Des membres fondateurs, certains ont exploré l'Arctique, dont Adolphus Greely et David Brainard, des survivants de l'expédition de la baie Lady Franklin et Frederick Cook. D'autres, tels que Carl Sofus Lumholtz et Marshall Howard Saville, ont exploré les tropiques. Le club a permis l'admission des femmes pour la première fois en 1981. 
Quelques membres connus : Michel Peissel, Robert Peary, Matthew Henson, Roald Amundsen, Edmund Hillary, Gene Roddenberry et Neil Armstrong.